# 30th Ohio Infantry
Trentième régiment d'infanterie de volontaires de l'Ohio
Le 30th Ohio Volunteer Infantry (ou 30th OVI) est un régiment d'infanterie de l'armée de l'Union pendant la guerre de Sécession.

## Service
Le 30th Ohio Infantry est organisé dans le camp Chase (en) à Columbus, Ohio le 28 août 1861 et entre en service pour trois ans sous le commandement du colonel John Groesbeck.
Le régiment est rattaché à la brigade de Scammon du district de la Kanawhan, Virginie-Occidentale jusqu'en octobre 1861. Puis, il est affecté à la 3rd brigade du district de la Kanawha jusqu'en mars 1862 et à la 1st brigade de la division de la Kanawha du département des montagnes jusqu'en septembre 1862 et à la 1st brigade de la division de la Kanawha du IX corps de l'armée du Potomac, jusqu'en octobre 1862. Il est ensuite rattaché à 1st brigade de la division de la Kanawha du district de Virginie-Occidentale du département de l'Ohio jusqu'en janvier 1863. Il est dans la 3rd brigade de la 2nd division du XV corps de l'armée du Tennessee, jusqu'en octobre 1863 puis dans la 2nd Brigade de la 2nd Division du XV corps jusqu'en août 1864. Ensuite, il est rattaché à la 1st brigade de la 2nd division du XV corps jusqu'en juillet 1865 et enfin au département de l'Arkansas jusqu'en août 1865.
Le 30th Ohio Infantry est libéré du service à Little Rock, Arkansas le 13 août 1865.

## Service détaillé

### 1861
Le 30th Ohio Infantry part pour Clarksbrug en Virginie entre le 30 août et le 2 septembre 1861, puis pour Weston et pour Suttonville entre le 3 et le 6 septembre 1861. Il participe à la bataille de Carnifex Ferry, Virginie le 10 septembre 1861. Ensuite, il avance sur Sewell Mountain le 24 septembre 1861, puis vers les chutes de Gauley. Il participe aux opérations dans la vallée de la Kanawha et dans la région de la New River du 19 octobre au 16 novembre 1861. Il se déplace vers Fayetteville le 14 novembre 1861, et reste en service sur place jusqu'au 17 avril 1862. Les compagnies D, F, G et I sont détachées à Sutton du 6 septembre au 23 décembre 1861, puis rejoignent le régiment à Fayetteville.

### 1862
Le 30th Ohio Infantry avance sur Princeton entre le 22 avril et le 5 mai 1862. Il est aux environs de Princeton entre le 15 et le 18 mai 1862 puis part pour Flat Top Mountain le 19 mai 1862 où il reste en service jusqu'en août 1862. Il part pour Washington, D.C. entre le 16 août et le 22 août 1862. Il participe à la campagne de Pope dans le nord de la Virginie. Il appartient à l'aile droite au quartier général du général Pope jusqu'au 3 septembre 1862. Il est transféré dans l'aile gauche de la brigade de Robertson jusqu'au 31 août 1862. Il participe à la bataille de Bull Run du 28 au 30 août 1862. Il participe à la campagne du Maryland du 6 septembre au 22 septembre 1862. Il participe aux batailles de South Mountain le 14 septembre 1862, d'Antietam le 16 et 17 septembre 1862. Il marche sur Clear Springs le 8 octobre 1862, puis pour Hancock 9 octobre 1862. Il marche vers la vallée de la Kanawha entre le 12 octobre au 13 novembre 1862. Il stationne à Cannelton entre le 13 novembre et le 1er décembre 1862. Il participe à l'expédition vers Logan Court House du 1er décembre au 10 décembre 1862. Il reçoit l'ordre d'aller à Louisville, Kentucky en décembre 1862, puis à Helena en Arkansas.

### 1863
Le 30th Ohio Infantry part pour Young's Point en Louisiane le 21 janvier 1863 où il reste en service jusqu'en mars. Il participe à l'expédition vers Rolling Fork via Muddy, Steele's et Black Bayous et Deer Creek du 14 mars au 27 mars 1863. Il fait des démonstrations contre Haines et Drumgould's Bluffs du 27 avril au 1er mai 1863. Il fait mouvement pour rejoindre l'armée à l'arrière de Vicksburg, Mississippi via Richmond et Grand Gulf du 2 mai 1863 au 14 mai 1863. Il participe au siège de Vicksburg du 18 mai au 4 juillet 1863 au cours duquel il mène des assauts sur Vicksburg les 19 mai et 22 mai 1863. Il avance sur Jackson, Mississippi entre le 5 juillet et le 10 juillet 1863 et participe au siège de Jackson entre le 10 et le 17 juillet. Il stationne à Big Black jusqu'au 26 septembre 1863. Il part pour Memphis, Tennessee puis marche du Chattanooga, Tennessee, du 26 septembre au 20 novembre 1863. Il est dans la vallée de la Sequatchie le 5 octobre 1863. Il participe aux opérations sur le chemin de fer de Memphis & Charleston en Alabama entre le 20 et le 29 octobre 1863. il est à Bear Creek, dans la région de Tuscumbia le 27 octobre 1863. Il participe à la campagne de Chattanooga-Ringgold du 23 au 27 novembre 1863. Il est à Tunnel Hill les 24 et 25 novembre 1863. Il participe à la bataille de Missionary Ridge le 25 novembre 1863. Il marche pour secourir Knoxville du 27 novembre au 8 décembre 1863. Il part pour Bridgeport, Alabama, le 19 décembre 1863 puis pour Bellefonte Station le 26 décembre 1863, et pour Larkin's Ferry le 26 janvier 1864.

### 1864
Le 30th Ohio Infantry part pour Cleveland, Tennessee où les vétérans ont une permission en avril et mai 1864. Ils rejoignent le régiment à Kingston, Géorgie. Le régiment participe à la campagne d'Atlanta du 1er mai au 8 septembre 1864. Il fait des démonstrations sur Resaca du 8 au 13 mai 1864. Il participe à la bataille de Resaca les 14 et 15 mai 1864. Il avance sur Dallas entre le 18 et le 25 mai 1864. Il participe aux opérations sur la ligne de Pumpkin Vine Creek et aux batailles pour prendre Dallas, New Hope Church, et Allatoona Hills du 25 mai au 5 juin 1864. Il participe aux opérations contre Marietta et Kennesaw Mountain du 10 juin au 2 juillet 1864. Il participe à l'assaut sur Kennesaw le 27 juin 1864. Il est à Nickajack Creek entre le 2 juillet et le 5 juillet 1864. Il est à Chattahoochie River du 5 juillet au 17 juillet 1864. Il participe à la bataille d'Atlanta le 22 juillet 1864. Il participe au siège d'Atlanta du 22 juillet au 25 août 1864. Il participe à la bataille d'Ezra Chapel, où Hood fait sa deuxième tentative de sortie le 28 juillet 1864. Il participe au mouvement de flanc sur Jonesborough entre le 25 et le 30 août 1864. Il participe à la bataille de Jonesborough les 31 août et 1er septembre 1864. Il est à Lovejoy's Station du 2 au 6 septembre 1864. Il participe aux opérations contre Hood en Géorgie du nord et en Alabama septentrional du 29 septembre au 3 novembre 1864. Il participe à la marche de Sherman vers la mer du 15 novembre au 10 décembre 1864. Il est à Clinton du 21 au 23 novembre 1864. Il participe au siège de Savannah du 10 décembre au 21 décembre 1864. Il participe à la seconde bataille de Fort McAllister le 13 décembre 1864.

### 1865
Le 30th Ohio Infantry participe à la campagne des Carolines de janvier à avril 1865. Il est à Duck Branch, près de Loper's Cross Roads, Caroline du Sud le 2 février 1865. Il est à South Edisto River le 9 février 1865 et à North Edisto River du 11 au 13 février 1865. Il est à Columbia les 16 et 17 février 1865. Il participe à la bataille de Bentonville, Caroline du Nord les 20 et 21 mars 1865. Il participe à l'occupation de Goldsboro le 24 mars 1865. Il avance sur Raleigh du 10 au 14 avril 1865. Il participe à l'occupation de Raleigh le 14 avril 1865. Il est à Bennett's House le 26 avril 1865. Il assiste à la reddition de Johnston et de son armée. Il part pour Washington, D.C., via Richmond, Virginie, entre le 29 avril et le 20 mai 1865. Il participe à la grande revue des armées le 24 mai 1865. Il part pour Louisville, Kentucky, le 2 juin 1865, puis pour Little Rock, Arkansas, le 25 juin 1865 où il reste en service jusqu'en août 1865.

## Pertes
Le régiment a perdu un total de 277 hommes pendant le service ; 9 officiers et 119 soldats tués ou blessés mortellement, 149 soldats sont morts de la maladie.

## Commandants
- Colonel John Groesbeck ;
- Colonel Hugh Boyle Ewing - il assure le commandement de la brigade lors de la bataille d'Antietam ;
- Colonel Theodore Jones - il commande lors de la deuxième bataille de Bull Run et d'Antietal en tant que lieutenant colonel (lors de la dernière, il est blessé et capturé) ; il commande lors du siège de Vicksburg
- Lieutenant Colonel George H. Hildt - il commande à la bataille d'Antietam en tant que commandant ; il commande lors du siège de Vicksburg

## Membres célèbres
- Caporal William J. Archinal (en), compagnie I - récipiendaire de la médaille d'honneur pour son action lors de l'assaut à Vicksburg, le 22 mai 1863
- Soldat Uriah Brown, compagnie G - récipiendaire de la médaille d'honneur pour son action lors de l'assaut à Vicksburg, le 22 mai 1863
- Caporal William Campbell, compagnie I - récipiendaire de la médaille d'honneur pour son action lors de l'assaut à Vicksburg, le 22 mai 1863
- Soldat Sampson Harris, compagnie K - récipiendaire de la médaille d'honneur pour son action lors de l'assaut à Vicksburg, le 22 mai 1863
- Soldat William H. Littorale (en), compagnie D - récipiendaire de la médaille d'honneur pour son action lors de l'assaut à Vicksburg, le 22 mai 1863
- Soldat James M. McClelland, compagnie B - récipiendaire de la médaille d'honneur pour son action lors de l'assaut à Vicksburg, le 22 mai 1863
- Soldat Wilson McGonagle, compagnie B - récipiendaire de la médaille d'honneur pour son action lors de l'assaut à Vicksburg, le 22 mai 1863
- Caporal Platt Pearsall, compagnie C - récipiendaire de la médaille d'honneur pour son action lors de l'assaut à Vicksburg, le 22 mai 1863
- Premier Sergent Andrew Schmauch, compagnie A - récipiendaire de la médaille d'honneur pour son action lors de l'assaut à Vicksburg, le 22 mai 1863